# 廻り巡ればめぐるときっ!?
『廻り巡ればめぐるときっ!?』（めぐりめぐればめぐるときっ）は、2010年5月28日にキャラメルBOXいちご味より発売されたアダルトゲーム作品。
幽体離脱能力を身に付けた主人公が、現世と幽世を行き来しつつ繰り広げるドタバタラブコメディ。公式通称は「めぐめぐ」。
キャラメルBOX○○味ブランドとしては2作目となる。○○の部分は、制作されるソフトに対応して様々な味の名称が付けられるものとされているが、本作品は前作の『とっぱら〜ざしきわらしのはなし〜』と同じく「いちご味」のブランド名が使われている。無印ブランドでは同時期に『処女はお姉さまに恋してる 2人のエルダー』が開発されており、発売日も約1ヶ月差という、ほぼ同時といっても良いタイミングとなった。

## ストーリー
自転車事故で幽体離脱ができるようになってしまった主人公は、この世とあの世の狭間の世界・幽世（かくりよ）の存在を知る。そこで出会った幽霊の少女や、同じ境遇の幽体の少女らと共に、幽世の世界を気ままに楽しむ主人公。しかし、幽体離脱をしている間に、魂の抜けた自身の体が知らぬうちに何者かに乗っ取られ、そのあげく「変態」の濡れ衣を着せられてしまう。

## キャラクター
詳細情報は公式サイトのキャラクター紹介及び体験版の内容を参照。

### 主人公
三倉 政幸（みくら まさゆき Masayuki Mikura）
声：なし
本作の主人公である男子高校生。舞台となる、岳洋町の元名家の小屋敷家の分家である三倉家の一人息子。
自転車事故がきっかけで幽体離脱の能力を手に入れる。両親は海外で仕事をしており、祖父と飼い猫の鈴音と暮らしている。料理は得意でないらしく、基本レトルト食品や店屋物で済ませている。バストサイズが80以上の女性でなければ関心を示さない。特技は服の上から女性のバストサイズを当てること。その性格からかクラスメイトからはほぼ変態認定されている模様だが、後述する西浄の行動が原因でさらにそれが悪化することになる。
性格は楽天家のようであり、独自の正義感を持つ。

### メインヒロイン
美世子（みよこ）
声：一色ヒカル
身長:149cm/血液型:A型/誕生日:1月29日
BWH:66/52/69
政幸と空美が偶然小屋敷家の蔵の中で出くわした和服を着た少女の幽霊。少なくとも江戸時代以前の生まれで、町から出たことはないらしい。大東亜戦争（太平洋戦争）中から長い間眠っていたらしく、その際のアメリカ軍の爆撃機による本土空襲とその後の焼け野原を記憶しているためか、久しぶりに見た町の風景を「美しくなった」と評価していた。
幽霊としてはベテランのため、他の幽霊と異なり、物を持ち上げたり、物に触れることも出来る。いたずら好きな性格で、突然現れて通行人を脅かせたり、物音を立てたりして人間たちをからかったこともあり、彼女の存在は町の住民にも都市伝説のような形で言い伝えられている。自身が貧乳であることを気にしており、後述する美遥の胸の大きさを羨んでいた。生前小屋敷家と何らかの関係があったらしく、何かと気にしていた。

小屋敷 美遥（こやしき みゆ）
声：真宮ゆず
身長:141cm/血液型:A型/誕生日:10月2日
BWH:78/50//76
主人公の幼なじみで遠縁の親戚。三倉家の向かいにある木造平屋建ての一軒家に住む。
実家はかつては地元の名家（地主）だったが、政幸曰く「戦後持っていた土地を市民にタダ同然で売り払った」上に数々の事業に失敗して没落した。現在も地元の名士としての知名度は保たれており、美遥本人も多分にそのことを意識している。非常に背が低いため、クラスメイトからはペット的な意味で慕われている。
政幸とは以前はそれなりに交流があったが、後述する転校生を政幸が庇って以降は微妙な関係になってしまい、敵視したり、「椅子の上にペンギン頭がついた画鋲を置く(ただし横倒しの状態）」、「ペンギンのぬいぐるみを置く」などの（政幸曰く「かなり幼稚な」）イタズラを働いては失敗を繰り返している。大のペンギン好き。カッとなると蹴りが出る。
理由は不明だが、転校生の藤井由希を敵視しており、転入初日に呼び出して吊し上げ、教科書の人物画にペンギンの落書きをするなどのイタズラを行っている。ただし根が悪い人間でないため、主人公に対するもの同様に他愛のないものになっている。

藤井 由希（ふじい ゆき）
声：桃井いちご
身長:167cm/血液型:O型/誕生日:5月8日
BWH:98(Hカップ）/60/87
転校生。かなりの巨乳で、そのため転校初日から男子生徒たちの間で話題になった。大人しく引っ込み思案な性格で、彼女にとって初対面の美遥に因縁をつけられた際は酷く動揺していた。その現場で政幸に助けられてから何かと相談を持ちかけている。主人公を白馬の王子さまと思い込んでおり、若干ストーカー気味。

霊崎 空美（たまざき くみ）
声：桜川未央
身長:157cm/血液型:B型/誕生日:7月29日
BWH:80/58/89
幽体離脱中に政幸が出会った生き霊の少女。町の住民ではないが、幽体離脱の際には自動的に飛ばされている模様。真っ昼間でもパジャマ姿。どことなくイヌっぽい。ただし本人は猫好きで、パジャマも猫柄。政幸のことを「政幸ちゃん」と呼ぶ。かなり明るい性格でいわゆる「アホの子」。元々陸上部に所属しており、長距離走の選手。性的なことにも興味津々だが、経験に乏しいため、よく妄想して暴走する。

鈴音（すずね）
声：湖月紅れ葉
身長:161cm/血液型:？/誕生日:？月？日
BWH:89/58/84
政幸の飼い猫。町内の橋の下の茂みで鳴震えていたところを主人公に拾われた。元々はごく普通の白猫の姿だったが、政幸が幽体離脱できるようになったあとは、ネコミミ姿の美少女の姿に変化できるようになったが、大好きなご主人と会話できるようになり、とても喜んでいる。名前の元ネタは初めて家に来たときに鈴で遊んでもらうことが好きだったため。

### サブキャラクター
西浄 秀紀（さいじょう ひでのり）
声：静陵聖
幽体離脱状態の主人公の身体を無断借用していたサラリーマンの幽霊。主人公たちの住む地区ではなく近隣の東町の出身。美遥に見とれていたところ、不慮の事故に遭い死亡した。
自他共に認める変態紳士で、貧乳から巨乳まで分け隔てなく愛する。いわゆるフェミニストを自称しており、女性に敬意を評して「おっぱい」ではなく「乳房」（ちぶさ）と呼ぶことにこだわっている。
支倉 郁子（はせくら いくこ）
声：倉田まりや
町内の小学校の屋上に出現する自縛霊の少女。ぼんやりした少女で、学校の屋上をふわふわと漂っている。口調もぼんやりしているため、うっかり彼女と会話しようものなら軽く数時間は経過する。普段は小学校に集まる猫たちとのんびり日向ぼっこしながら話をして過ごす。わがままな性格で、はっきりものをいうこともある。
三倉 甚兵衛（みくら じんべえ）
声：中澤アユム
政幸の祖父。和服姿の老人。見た目は杖をついて歩くヨボヨホの老人だが、正体は生涯現役元気老人。わざわざ年寄りを演じている理由は「そのほうが可愛がってもらえるから」とのこと。かなりのスケベで、朝起きる度に「えくすたし～!!（エクスタシー）と叫んだり、夏場になると「水着じゃ～!!」と雄叫びを挙げるなどの奇行を日課としている。彼の叫び声は近隣住民の目覚まし兼時計代わりになっているとも言われている。朝は白米派(本人談）。

小屋敷 たつ（こやしき たつ）
声：一色ヒカル

鈴（すず）
声：湖月紅れ葉

信俊（のぶとし）
声：神楽坂恋詩

小屋敷 琴（こやしき こと）
声：氷室百合

カモモ
声：野宮カヲル

呪い師
声：葵時緒

## 用語
岳洋町(たけなだ）
舞台になる地方都市。町の中央を「中川」と呼ばれる「岳流川」(がくるがわ）が貫き、三方を山に囲まれた海沿いに位置する田舎町。近年再開発された地区(東町）と昔ながらの町並み(西町）が混在している。住人はあずかり知らぬことだが、幽体離脱状態になるとなぜか自動的にこの町の上空に飛ばされて来る。
幽世(かくりよ）
幽霊や妖怪たちが住む世界。この世とあの世の狭間の世界で、幽体離脱状態でもこの場所に来られる模様。
幽霊
人が死んで魂(霊魂）だけの存在となったもの。美世子の発言や作中の描写によれば通常は生者に干渉することは出来ず、物に触れることも不可能。またシーツを頭から被ったような姿(西洋の幽霊の姿に近い）をしている。美世子のようにある程度高位の幽霊や、いわゆる自縛霊など、強い想念を持つ存在になると外見は人の姿を保っていたり、半透明である以外ほぼ人と変わらない姿の者もおり、彼らとの会話は可能。当初は一般の幽霊とは、政之たちには会話することもままならなかったが、自縛霊との会話がきっかけで後に会話も可能になった。
自縛霊
その土地に縛り付けられた幽霊のこと。自身の強い想念によって人としての姿を保ち、この世に留まっている。一般の幽霊よりは意志疎通がしやすいが、自身の想念に捕らわれているため、その事柄に関する会話(というよりは一歩的な主張や説明）しかできない。

## スタッフ
- シナリオ原案：瞬く水平
- シナリオ：四畳半（Comet）、笠間裕之、橘圭（Aチーム）、田中一郎
- キャラクターデザイン・原画：クロサキ
- ディレクター：カヴ

### 楽曲
音楽：Angel Note
- OP：my only prince - 作詞：中山マミ　作曲/編曲：井ノ原智　歌：榊原ゆい
- ED：恋ゴコロ - 作詞/歌：tohko　作曲/編曲：椎名俊介